# Spilosoma erythrophleps
Spilosoma erythrophleps là một loài bướm đêm thuộc phân họ Arctiinae, họ Erebidae.